# Captain America (serial cinematografico)
Captain America (conosciuto anche come Return of Captain America, titolo con il quale è stato redistribuito nelle sale cinematografiche statunitensi nel 1953) è un serial cinematografico della Republic Pictures e basato sull'omonimo personaggio dei fumetti Timely Comics (oggi Marvel Comics). Il serial, datato 1944, fu l'ultimo su un supereroe che la Republic produsse.
Il serial rappresenta con i suoi 182 623 dollari statunitensi (negative cost: 222 906 dollari statunitensi) di budget, il più costoso serial che la Republic abbia mai prodotto.
È la prima uscita assoluta nel mondo della televisione e del cinema di un personaggio Marvel; il successivo contenuto è uscito 30 anni dopo, nel 1974, con la comparsa di Spider-Man nella serie televisiva per ragazzi Spidey Super Stories.
Il serial vedeva il procuratore distrettuale Grant Gardner divenire l'eroe Capitan America e smascherare i piani del diabolico The Scarab, in realtà il Dr. Cyrus Maldor (il curatore del museo), soprattutto per quanto riguarda i suoi tentativi di acquisire il "Vibratore dinamico" e l'"Electronic Firebolt", dispositivi che potrebbero essere usati come super armi.

## Trama
Un'ondata di suicidi sospetti tra scienziati e uomini d'affari, tutti trovati con in mano un piccolo scarabeo, attira l'attenzione del sindaco Randolph. Randolph chiede aiuto al commissario di polizia Dryden e al procuratore distrettuale Grant Gardner, ed insieme vanno in fondo al caso, ma sperano che sarà Capitan America, il misterioso eroe che li aiutò in passato nella lotta al crimine, a risolvere il mistero. Gail Richards, la segretaria di Grant Gardner, indaga e si rende conto che qualcuno sa della "Purple Death", una sostanza chimica ipnotica responsabile dei suicidi. Quindi estrae una pistola ed ordina ad un socio di legarla. Il procuratore distrettuale si rende conto che lei è lì e costringe l'uomo a portarlo da lei. La trova legata e imbavagliata. La libera, ma l'uomo la minacciata dicendo che la morte viola cadrà uccidendoli tutti. Il procuratore distrettuale gli spara, poi esce dalla stanza con Gail.
Tutti i suicidi erano membri di una spedizione in alcune rovine Maya. Uno dei pochi sopravvissuti rimasti, il professor Lyman, si rivolge al suo amico Dr. Maldor per chiedere supporto. Il dottor Maldor, tuttavia, rivela di essere l'uomo responsabile delle morti. Vuole vendicarsi perché ha pianificato e organizzato la spedizione ma tutti gli altri ne hanno rivendicato la fama e la fortuna. Lyman ha sviluppato il "Dynamic Vibrator", un dispositivo destinato alle operazioni minerarie ma che può essere amplificato in un'arma devastante. Usando la sua morte viola, il dottor Maldor costringe Lyman a rivelare la posizione dei suoi piani.
Capitan America interviene mentre i capi di The  Scarab tentano di rubare i piani e questo porta ad una sequenza di complotti di The  Scarab per acquisire una versione funzionante, così come altri dispositivi, mentre cercano di eliminare Capitan America che interferisce nei loro progetti prima che riesca a scoprire la vera identità del Dr. Maldor o a sconfiggerlo.

### Curiosità
In una rara sinossi di Republic, l'identità segreta del cattivo è nota al pubblico fin dall'inizio, se non ai personaggi della serie. Il solito approccio dello studio era l'uso di un misterioso cattivo che è stato smascherato come uno degli altri personaggi secondari solo nel capitolo finale.

## Produzione
Captain America aveva un budget di 182 623 dollari statunitensi anche se il negative cost era di 222 906 dollari statunitensi (una spesa eccessiva di 40 283 dollari ovvero il 22,1% in più di quanto preventivato). È stato il più costoso serial di Republic (oltre che il più fuori budget). È stato girato tra il 12 ottobre e il 24 novembre 1943. Il numero di produzione del serial era 1297. Captain America è stato scritto da sette dei migliori sceneggiatori seriali, incluso l'unico lavoro di Harry Fraser in Republic.
Il costume di Capitan America era davvero grigio, bianco e blu scuro poiché questi colori si fotografavano meglio in bianco e nero. Il costume non aveva le ali sulla testa; gli stivali da pirata divennero scarpe alte e la cotta di maglia divenne un normale panno. Ai guanti sono state aggiunte bandiere in miniatura e la fibbia della cintura è diventata un piccolo scudo.
Republic era nota per apportare modifiche ai personaggi dei loro adattamenti; quello ad aver subito maggior modifice è appunto Captain America. La Timely Comics, la proprietario del personaggio, era scontenta dell'omissione di Steve Rogers, della mancanza di un'ambientazione militare e del fatto che usasse una pistola. La Republic ha risposto per iscritto che le pagine di esempio fornite dalla Timely non indicavano che Capitan America fosse un soldato chiamato Steve Rogers, né che non portasse una revolver. Hanno anche notato che il serial era già in produzione e che quindi non potevano tornare al concetto originale senza costose ripetizioni e doppiaggio. Infine hanno sottolineato che Republic non aveva alcun obbligo contrattuale di fare nulla di tutto ciò.

## Differenze con il fumetto
Il serial è vagamente ispirato al personaggio dei fumetti Capitan America. Ci sono estreme differenze, infatti, con la versione fumettistica (molte di più rispetto ad altri adattamenti di fumetti della Republic, come Adventures of Captain Marvel e Spy Smasher):
- La sua identità segreta è il procuratore distrettuale Grant Gardner anziché il soldato Steve Rogers. Alcuni rumor vogliono che lo script del primo episodio, in realtà, fosse destinato per un nuovo fumetto chiamato "Mr.Scarlet", il cui alter ego sarebbe stato un procuratore distrettuale.[senza fonte]
- Purcell aveva un fisico medio e leggermente sovrappeso;[2][N 1] mentre nei fumetti Steve Roger era un fragile soldato che ha subito un esperimento.
- Il siero del supersoldato non appare.
- Il caratteristico scudo a stelle e strisce del personaggio non appare; esso è rimpiazzato da una semplice pistola.
- Il personaggio dell'amico Bucky non appare;
- I nazisti non appaiono come nemici.

Lo scrittore Raymond William Stedman ritenne che le differenze tra la versione a fumetti e quella cinematografica di Capitan America fossero "in meglio" poiché, ad esempio, l'eroe non doveva sgattaiolare fuori da una base militare ogni volta che aveva bisogno di cambiare identità.

## Riferimenti
Nel numero 219 di Captain America volume 1 viene rivelato che un serial di Capitan America esiste realmente: anche qui viene rappresentato senza scudo, senza Bucky e con una pistola standard come arma.
Nel 2007, dopo Civil War e l'uscita di scena di Capitan America (Steve Rogers), la rete televisiva CNN dedicò uno spazio a questo evento mediatico, parlando e mostrando immagini anche del famoso serial.